# Драгослав Аврамовић
Драгослав Аврамовић (Скопље, 14. октобар 1919 — Роквил, 26. фебруар 2001) познатији по надимку  Деда Аврам био је српски економиста, гувернер Народне банке Југославије и дописни члан САНУ.

## Биографија
Рођен је 14. октобра 1919. у Скопљу где је завршио гимназију 1937. године. Дипломирао је на Правном факултету у Београду 1941. године. Докторат економских наука стекао је 1956. године. Био је саветник НБЈ од 1951. до 1953, руководилац стручног тима за мобилизацију иностраних средстава од 1946. до 1951. Од 1953. до 1977. године радио је као економиста у Светској банци. У Светској банци је од шефа Одељења за опште студије напредовао до места директора. Био је саветник генералног секретара Конференције УН за трговину и развој UNCTAD за питања економске сарадње земаља у развоју и за општа питања (Женева, 1980 — 1984); економски саветник Банке за трговину и развој (Вашингтон, 1984 — 1988).
Крајем 1993. СРЈ је ушла у хиперинфлацију и према проценама Драгослава Аврамовића у новембру 1993. дневна инфлација је била скоро 18%, а у јануару 1994. дневна инфлација је била скоро 62%. У то време, према договору председника Србије Слободана Милошевића, председника Владе Србије Николе Шаиновића и министра Николе Станића економисти предвођени Драгославом Аврамовићем направили су план заустављања инфлације, који се почео примењивати од 24. јануара 1994. Зауставио је хиперинфлацију увођењем новог динара, фиксирањем за немачку марку у односу 1:1 и емитовањем (штампањем) у маси (вредности) које су покривале девизне резерве НБЈ. Такође прекинуо је вишедеценијску праксу деноминације динара. Дотадашња политика власти је била да штампа новац не би ли исплатила пензије и плате запосленима у друштвеним предузећима који су тада увелико били на принудним одморима а као директна последица санкција (није био могућ извоза па није било ни потребе за производњом). Мада на први поглед изгледа једноставно, основни разлог успеха програма је Аврамовићев ауторитет односно одбијање да се повинује захтевима власти.
Драгослав Аврамовић постао је симбол стабилности динара после хиперинфлације из 1993. и постављени је 2. марта 1994. за гувернера Народне Банке Југославије, а на том месту остао је до 15. маја 1996. године. Био је и главни координатор припрема Економског, социјалног и финансијског програма 1995–1997.
Рекао је у мају 1996: „Тоталном блокадом преговора са међународним финансијским организацијама савезна влада нас гура у пропаст“ и потом је смењен са функције гувернера Народне банке Југославије.
После је био изабран за лидера опозиционе листе „Заједно“, јер је имао велику популарност у народу после заустављања хиперинфлације, која је била противник коалиције СПС-ЈУЛ-НД, коју је предводио Слободан Милошевић на изборима у новембру 1996. године, али средином октобра 1996. Аврамовић се из „здравствених разлога” повукао из изборног такмичења.
За дописног члана Српске академије наука и уметности изабран је 27. октобра 1994. године.
Преминуо је 26. фебруара 2001. године у Роквилу код Вашингтона и сахрањен на Новом гробљу у Београду.

## Цитати
„Моје дивљење за инвентивност наших људи нема граница, али сада су са исплатом пензија у боновима за струју превазишли сами себе. Исплаћују вам дуг дајући вам бон за робу која не постоји. Ајде да су дали бонове за лубенице, то бих још могао да схватим.“ („Блиц“)